# Archidiocèse de Colombo
L'archidiocèse de Colombo est une circonscription ecclésiastique de l’Église catholique au Sri Lanka.  Créé comme 'Diocèse de Ceylan' par Grégoire XVI en 1834, il devient archidiocèse lorsque la hiérarchie catholique est érigée dans l’ensemble des Indes britanniques (1er septembre 1886) par Léon XIII.  Il comprend les districts de Colombo, Gampaha et Kalutara, sur la côte ouest de l’ile. La petite communauté catholique vivant dans les iles Maldives (un pays indépendant), relève également de l’archidiocèse de Colombo.

## Histoire
La première évangélisation de "Serendip" (l’ancien nom de Sri Lanka) commence au XVIe siècle avec l’arrivée des Franciscains et Jésuites. Saint François Xavier aurait visité l’ile. 
Lorsque les Hollandais en chassent les Portugais et s’installent en nouveaux colonisateurs (1658), les prêtres catholiques sont expulsés. Un prêtre oratorien goanais, le bienheureux Joseph Vaz, entre secrètement dans le pays et, visitant clandestinement les communautés catholiques persécutées, les aide à garder la foi vivante.
Lorsque Ceylan devient territoire britannique un  vicariat apostolique est créé par Grégoire XVI à Colombo (1838). Un oratorien en est le premier vicaire. En 1845 Jaffna est séparé de Colombo et Kandy est érigé en 1883.  
Le 1er septembre 1886 la hiérarchie catholique est érigée sur l’ensemble des Indes britanniques : Colombo est fait archidiocèse métropolitain. L’archidiocèse est plusieurs divisé et sous-divisé à la fin du XIXe siècle (Galle en 1893), et au cours du XXe siècle au point que la province métropolitaine de Colombo compte aujourd’hui 11 diocèses et archidiocèse.

## Suffragants
La province métropolitaine de Colombo regroupe l'ensemble des diocèses du Sri Lanka, c'est-à-dire les diocèses suffragants de Anuradhapura, Badulla, Chilaw, Galle, Jaffna (en), Kandy, Kurunegala, Mannar (en), Ratnapura, et Trincomalee-Batticaloa.

## Évêques et archevêques de Colombo

### Vicaires apostoliques de Ceylan
- 1833-1842:  Vicente do Rosayro, Oratorien
- 1843-1857:  Gaetan Antonio, Oratorien
- 1857-1860: Joseph Marie Bravi, OSB Silv.
- 1860-1863: sede vacante

### Évêques de Colombo
- 1863-1879 : Hilarion Silani, OSB Silv.
- 1879-1883: Clemente Pagnani, OSB Silv., nommé évêque à Kandy

### Archevêques de Colombo
- 1883-1892: Christophe-Étienne Bonjean, OMI
- 1893-1905: André-Théophile Mélizan, OMI
- 1905-1929: Antoine Coudert, OMI
- 1929-1937: Pierre-Guillaume Marque, OMI
- 1938-1947: Jean-Marie Masson, OMI
- 1947-1976: Thomas Cooray, OMI, fait cardinal en 1965, démissionnaire
- 1977-2002: Nicholas Fernando, démissionnaire
- 2002-2009: Oswald Gomis, démissionnaire
- 2009-     : Albert Malcolm Ranjith, fait cardinal en 2010.